# 레이철 세넛
레이철 세넛(Rachel Sennott, 1995년 9월 19일 ~ )은 미국의 배우, 코미디언이다. 2020년 영화 《시바 베이비》의 주인공 대니엘 역으로 이름을 알렸다.

## 출연 작품

### 영화
- 시바 베이비 (2020) - 대니엘 역
- 공포의 파티 (2022) - 앨리스 역
- 바텀스 (2023) - PJ 역
- 새터데이 나이트 (2024) - 로지 슈스터 역

### 텔레비전
- 디 아이돌 (2022)